# 加利福尼亞州副州長
加利福尼亞州副州長（英語：Lieutenant Governor of California）是美国加利福尼亚州政府的第二高行政官員。加州副州長任期四年，最多連任兩屆。除了在加利福尼亞州州長缺席時擔任代理州長和兼任加利福尼亚州参议院議長以外，加利福尼亞州副州長主要擔任州政府內閣部長級職務。
加利福尼亞州是州長和副州長不作為競選夥伴同時競選的十七個州之一：在加州，州長和副州長是分開選舉產生的，儘管每四年州長和副州長都要在同一年進行選舉。因此，加州經常出現州長和副州長來自不同黨派的情況。
自1850年建州以來，加州已歷任41位副州長和5位代理副州長。現任副州長是埃萊尼·庫納拉基斯，民主黨人，於2019年1月7日宣誓就職。

## 職責
副州長是繼州長之後加州級別最高的行政官員。這個獨立選舉產生的職位的職責主要涉及憲法規定的核心職責、高等教育、自然資源和經濟發展。

### 憲法規定的核心職責
加利福尼亞州憲法指定副州長為加利福尼亞州參議院議長，並規定只要州長不在加州，州長的所有權力都由副州長行使，只要州長離開加州，副州長往往會簽署或否決立法，或作出政治任命。